# Iuiu
Iuiu é um município brasileiro do estado da Bahia, situado no Vale do Iuiu. A região já foi uma das maiores produtoras de algodão do país, devida as suas terras férteis e planas. Atualmente, a cultura de algodão na região está em fase de reestruturação, nos últimos anos a produção agrícola têm aumentado gradativamente.

## História
A povoação que deu origem ao município de Iuiu teve início por volta de 1907, quando surgiram as primeiras casas no local, nas proximidades de uma serra, que mais tarde seria chamada de Iuiu, às margens do riacho que leva o mesmo nome, em uma região pertencente ao município de Carinhanha.
Dois núcleos contribuíram para a sua povoação: Morrinhos e Roçadinho. Em Morrinhos, foi construído um pequeno mercado, uma igreja e um cemitério. Em Roçadinho, a dois quilômetros adiante, foi construído um mercado de tábua, coberto de casca de pau.
Devido à proximidade das nascentes d'água, recebeu maior fluxo de forasteiros que foram contribuindo para o seu desenvolvimento. O primeiro comerciante local foi o Pacômio Pereira Magalhães.
Em 1937, foi construída a primeira igreja de Roçadinho, liderada por Joaquim Umbuzada e sua esposa, Francisca Umbuzada. O governo fez a doação da imagem de Santa Luzia, que ficou sendo a padroeira do povoado.
Em 1917, após expulsão dos Kaipós que habitavam a região, os bandeirantes ali se fixaram, instalando currais de gado e utilizando a região como base de operações comerciais entre Minas e Bahia, incluindo entre essas, fornecimento de gado e de escravos. Em 1931, o município de Carinhanha, ainda um distrito, foi dividido em seis regiões: Carinhanha, Cocos, luiú, Malhada, Parateca e Rio Alegre. A região de Malhada e luiu mantiveram-se como território de Carinhanha até a década de 1960, quando passou a constituir o município de Malhada.
A região foi ocupada pela pecuária extensiva, associada ao extrativismo, que se configurou como importante ciclo econômico da região, perdurando até meados da década de 1950.
Em 1989, ao se desmembrar de Malhada, Iuiu formou um novo município, favorecido pelo deslocamento da lavoura para o chamado Vale do Iuiu, permitindo o crescimento econômico posterior à emancipação.

## Economia
Na pecuária, o município destaca-se na produção de gado de corte e vacas leiteiras. Na agricultura, produtor de Algodão, Milho, Sorgo e Feijão. Atualmente, além de ser o maior produtor de algodão do sudoeste baiano, é produtor de mamona, onde reside uma indústria de produção do óleo, polpa e torta da mamona.
Possui agências do Banco do Brasil e Bradesco, além de uma unidade Lotérica.
Em 2020, o salário médio mensal no município era de 2.0 salários mínimos, e a proporção de pessoas ocupadas em relação à população total era de 6.4%.
Cerca de 51.9% da população do município recebia, individualmente, até meio salário mínimo mensais.

## Infraestrutura

### Saúde
Em 2020, a média da taxa de mortalidade infantil na cidade era de 22.9 para 1.000 nascidos vivos.

## Política
Desde sua emancipação, ocorrida em 24 de fevereiro de 1989, o município de Iuiu já realizou 09 eleições para prefeito e vice-prefeito, sendo que em três delas houve reeleição (2000 - Manoel Guedes, 2008 - Reinaldo Góes e 2020 - Reinaldo Góes).

## Turismo
O município possui uma cachoeira próxima à Barragem de Bernardinho, que apresenta um sistema multidimensional, fenômeno que se intensifica em períodos de chuva. Por essa peculiaridade, se se tornou uma atração turística.